# Tarkan (album)
A Tarkan Tarkan török popénekes negyedik albuma, mely 1994-ben kiadott A-Acayipsin és az 1997-es Ölürüm Sana című albumaiból válogatott dalokat tartalmaz. Először 1998-ban jelent meg Franciaországban. A „Şımarık” c. kislemez sikere miatt egész Európában megjelentették 1999. április 1-jén, 14 dallal. 
Szeptember 27-én újra megjelentették, ezúttal 15 dallal.  Az album eladási adatai alapján Tarkan megkapta a legtöbb lemezt eladott közel-keleti előadónak járó monacoi World Music Award díjat.

## Dalok
- Tarkan, 1998 (1999), (2000)[3]
  - 1: Şımarık (Elkényeztetett) – 3:10
  - 2: Ölürüm Sana (Meghalnék érted) – 4:05
  - 3: Bu Gece (Kır Zincirlerini) '99 (Ma éjjel /Törd szét láncaid/) – 3:53
  - 4: Şıkıdım (Rázd) – 3:15
  - 5: Salına Salına Sinsince (Kacérkodó) – 3:55
  - 6: Ikimizin Yerine (Mindkettőnkért) – 4:40
  - 7: Inci Tanem (Gyöngyvirágom) – 5:38
  - 8: Dön Bebeğim (Gyere vissza, kedves) – 4:45
  - 9: Başına Bela Olurum (Főhet majd a fejed!) – 4:12
  - 10: Gül Döktüm Yollarına (Rózsák lábaid elé) – 4:08
  - 11: Unut Beni (Felejts el) – 5:27
  - 12: Beni Anlama (Ne érts meg) – 5:22
  - 13: Delikanlı Çağlarım (Fiatalságom napjai) – 3:42
  - 14: Şımarık (Long version) – 3:54
  - 15: Kır Zincirlerini (Original version) – 5:29

## Az albumról
A CNN-nek adott nyilatkozatában Tarkan a Şımarık sikeréről az alábbiakat nyilatkozta:
Fantasztikus érzés, tudja, az elején nem igazán hittem, hogy valóban megtörténhet [a siker]. Hiszen az egész törökül van, és senki sem ért egy szót sem. De azt hiszem, az érzés az oka. A csók egyetemes [dolog].
Az album japán kiadásán két bónusz dal is szerepelt, a „Bu Gece” (Kir Zincirlerini) Club Remix és a „Şımarık” (Malagutti Remix).

### Külső hivatkozások
- Tarkan Translations
- Tarkan dalszövegek magyarul
- Tarkan hivatalos honlap
- Tarkan Collection – Fanclub